# Йошітака Фунакоші
Йошітака Фунакоші (яп. 船越義豪; 1906 — 24 листопада 1945) — один із головних творців технічної системи сучасного шотокан-карате, третій син засновника стилю Гічіна Фунакоші. Саме він упровадив глибші стійки, активне використання стегон і низку нових прийомів, які остаточно відокремили «японське» карате-до від окінавських шкіл.

## Життєпис

### Ранні роки
Йошітака народився 1906 року на острові Окінава в сім’ї Гічіна Фунакоші. У сім років йому діагностували туберкульоз, і батько почав навчати його карате як засіб загартування організму. Формально розпочав займатися у 1918 році під керівництвом майстрів Ясутсунe Ітосу та Анко Азато.

### Переїзд до Токіо і професія
У віці 17 років переїхав до Токіо разом із батьком та став працювати рентгенографом у Відділі фізичної та медичної консультації Міністерства освіти Японії. Там розпочав викладацьку діяльність у головному додзьо («Хомбу») Японської асоціації карате (JKA).

## Технічні інновації
Фунакоші впровадив такі ключові зміни:
- **Глибокі стійки:** перехід від Shiko-dachi до Kiba-dachi та Kokutsu-dachi, запозичених із кендо й іайдо[7].
- **Використання стегон:** активне провертання таза дозволяло передавати всю силу тіла в техніку[8].
- **Нова манера ударів ногами:** високий підйом коліна та потужні Mawashi-geri і Yoko-geri, яких раніше не було у програмах[9].
- **Розвиток куміте:** він активно популяризував вільний спаринг із подвійними ударами та захопленням стопи, запозичивши елементи з дзюдо й кендо[10].
- **Розширення репертуару кат:** до програми шотокану були додані Enpi, Nijushiho, Sochin, Chinte та інші комплекси, запозичені від Окінавських майстрів[11].

## Викладацька діяльність
Після смерті сенсея Гітіна Фунакоші став одним із провідних інструкторів JKA. Серед його учнів — Масатоші Наканаяма, Тайджі Казе, Мас Ояма, Сігеру Егамі, Геншин Хірошіші, Хідетакa Нісіяма та інші.

## Смерть і спадщина
У складних умовах Другої світової війни здоров’я Фунакоші погіршилось. Він помер 24 листопада 1945 року від ускладнень туберкульозу у Токіо, не досягнувши 40 років. Попри ранню смерть, його технічні інновації й філософія тренувань продовжують визначати методику шотокану та вплинули на виникнення стилів Wado-ryū, Kyokushin, Tang Soo Do і технічну школу тхеквондо.